# Női kézilabdatorna a 2011. évi nyári európai ifjúsági olimpiai fesztiválon
A 2011. évi nyári európai ifjúsági olimpiai fesztiválon a női kézilabda mérkőzéseket július 25. és július 29. között rendezték Trabzonban.

## Érmesek
| A 2011. évi nyári európai ifjúsági olimpiai fesztivál érmesei női kézilabdában | A 2011. évi nyári európai ifjúsági olimpiai fesztivál érmesei női kézilabdában | A 2011. évi nyári európai ifjúsági olimpiai fesztivál érmesei női kézilabdában | A 2011. évi nyári európai ifjúsági olimpiai fesztivál érmesei női kézilabdában |
| --- | --- | --- | ------------------------------------------------------------------------------ |
| Arany | Ezüst | Bronz |                                                                                |
| Oroszország · Ekaterina Chernova · Daria Denikaeva · Daria Bogdanova · Alena Ikhneva · Evelina Anoshkina · Daria Dmitrieva · Victoria Samarskaya · Karina Pavlova · Nelli Pankovichenko · Olesya Tsivka · Anna Vyakhireva · Polina Vedekhina · Ekaterina Matlashova · Evgeniya Petrova | Svédország · Hanna Daglund · Kristn Nordstrom · Miranda Larsson · Hanna Barrogard · Rebecka L. Johansson · Jenny Hellstrom · Emma Berndtsson · Daniella Gustin · Mikaela Massing · Rebecka Karlsson · Josefin Enberg · Ellinor Gylling · Melissa Petren · Julia Sand | Dánia · Josefine Poulsen · Sidsel Henriksen · Anne Birgitte Pedersen · Kristina Sommer · Line Haugsted · Kathrine Skipper · Caroline Rasmussen · Emma Mogensen · Simone Petersen · Sif Klemensen · Julie Pedersen · Louise Aaskov · Matilde Nielsen · Olivia Black |                                                                                |

## Csoportkör

### A csoport
| Csapat    | M | Gy | D | V | G+ | G- | Gk  | P |
| --------- | - | -- | - | - | -- | -- | --- | - |
| Hollandia | 3 | 3  | 0 | 0 | 90 | 77 | +13 | 6 |
| Dánia     | 3 | 2  | 0 | 1 | 83 | 68 | +15 | 4 |
| Norvégia  | 3 | 1  | 0 | 2 | 78 | 85 | –7  | 2 |
| Ausztria  | 3 | 0  | 0 | 3 | 72 | 93 | –21 | 0 |

| 2011. július 25. 11:00 | Norvégia                       | 18–28       | Dánia           | Carsibasi Sports Hall, Trabzon, Törökország Játékvezetők: Tatyana Berezkina, Viktoria Aplaidze (RUS) |
| 2011. július 25. 11:00 | Ingvild Kristiansen Bakkerud 5 | (14–12)     | Line Haugsted 8 | Carsibasi Sports Hall, Trabzon, Törökország Játékvezetők: Tatyana Berezkina, Viktoria Aplaidze (RUS) |
| 2011. július 25. 11:00 | 3× 3×                          | Jegyzőkönyv | 2× 2×           | Carsibasi Sports Hall, Trabzon, Törökország Játékvezetők: Tatyana Berezkina, Viktoria Aplaidze (RUS) |

| 2011. július 25. 13:30 | Hollandia                       | 31–24       | Ausztria                                   | Carsibasi Sports Hall, Trabzon, Törökország Játékvezetők: Alberto Murillo (ESP), Sandra Stanojevic (SRB) |
| 2011. július 25. 13:30 | Kelly Dulfer 5 Maxime Struijs 5 | (12–10)     | Denise Gruber 4 Antonia Therese Kietaibl 4 | Carsibasi Sports Hall, Trabzon, Törökország Játékvezetők: Alberto Murillo (ESP), Sandra Stanojevic (SRB) |
| 2011. július 25. 13:30 | 9× 2×                           | Jegyzőkönyv | 3× 3×                                      | Carsibasi Sports Hall, Trabzon, Törökország Játékvezetők: Alberto Murillo (ESP), Sandra Stanojevic (SRB) |

| 2011. július 26. 11:00 | Norvégia       | 30–24       | Ausztria                   | Carsibasi Sports Hall, Trabzon, Törökország Játékvezetők: Kim Astrom, Marielle Astrom (SWE) |
| 2011. július 26. 11:00 | Amalie Elven 5 | (12–13)     | Antonia Therese Kietaibl 6 | Carsibasi Sports Hall, Trabzon, Törökország Játékvezetők: Kim Astrom, Marielle Astrom (SWE) |
| 2011. július 26. 11:00 | 4× 2×          | Jegyzőkönyv | 4× 3×                      | Carsibasi Sports Hall, Trabzon, Törökország Játékvezetők: Kim Astrom, Marielle Astrom (SWE) |

| 2011. július 26. 13:30 | Dánia             | 23–26       | Hollandia      | Carsibasi Sports Hall, Trabzon, Törökország Játékvezetők: Arthur Brunner, Morad Salah (SUI) |
| 2011. július 26. 13:30 | Simone Petersen 9 | (13–12)     | Kelly Dulfer 7 | Carsibasi Sports Hall, Trabzon, Törökország Játékvezetők: Arthur Brunner, Morad Salah (SUI) |
| 2011. július 26. 13:30 | 3× 1×             | Jegyzőkönyv | 4× 3×          | Carsibasi Sports Hall, Trabzon, Törökország Játékvezetők: Arthur Brunner, Morad Salah (SUI) |

| 2011. július 27. 11:00 | Norvégia       | 30–33       | Hollandia        | Carsibasi Sports Hall, Trabzon, Törökország Játékvezetők: Tatyana Berezkina, Viktoria Aplaidze (RUS) |
| 2011. július 27. 11:00 | Amalie Elven 7 | (12–18)     | Maxime Struijs 8 | Carsibasi Sports Hall, Trabzon, Törökország Játékvezetők: Tatyana Berezkina, Viktoria Aplaidze (RUS) |
| 2011. július 27. 11:00 | 6× 3× 1×       | Jegyzőkönyv | 6× 1×            | Carsibasi Sports Hall, Trabzon, Törökország Játékvezetők: Tatyana Berezkina, Viktoria Aplaidze (RUS) |

| 2011. július 27. 13:30 | Ausztria                   | 24–32       | Dánia             | Carsibasi Sports Hall, Trabzon, Törökország Játékvezetők: Sandra Stanojevic, Milica Denic (SRB) |
| 2011. július 27. 13:30 | Antonia Therese Kietaibl 7 | (13–15)     | Simone Petersen 7 | Carsibasi Sports Hall, Trabzon, Törökország Játékvezetők: Sandra Stanojevic, Milica Denic (SRB) |
| 2011. július 27. 13:30 | 5× 3×                      | Jegyzőkönyv | 6× 3×             | Carsibasi Sports Hall, Trabzon, Törökország Játékvezetők: Sandra Stanojevic, Milica Denic (SRB) |

### B csoport
| Csapat        | M | Gy | D | V | G+  | G- | Gk  | P |
| ------------- | - | -- | - | - | --- | -- | --- | - |
| Oroszország   | 3 | 3  | 0 | 0 | 110 | 63 | +47 | 6 |
| Svédország    | 3 | 2  | 0 | 1 | 78  | 82 | –4  | 4 |
| Lengyelország | 3 | 1  | 0 | 2 | 68  | 86 | –18 | 2 |
| Törökország   | 3 | 0  | 0 | 3 | 69  | 94 | –25 | 0 |

| 2011. július 25. 16:00 | Svédország       | 30–24       | Törökország      | Carsibasi Sports Hall, Trabzon, Törökország Játékvezetők: Arthur Brunner (SUI) Cedric Meyer (FRA) |
| 2011. július 25. 16:00 | Melissa Petren 7 | (13–13)     | Merve Adiyaman 8 | Carsibasi Sports Hall, Trabzon, Törökország Játékvezetők: Arthur Brunner (SUI) Cedric Meyer (FRA) |
| 2011. július 25. 16:00 | 5× 3× 2×         | Jegyzőkönyv | 5× 3× 1×         | Carsibasi Sports Hall, Trabzon, Törökország Játékvezetők: Arthur Brunner (SUI) Cedric Meyer (FRA) |

| 2011. július 25. 18:30 | Oroszország          | 35–21       | Lengyelország                | Carsibasi Sports Hall, Trabzon, Törökország Játékvezetők: Kim Astrom, Marielle Astrom (SWE) |
| 2011. július 25. 18:30 | Ekaterina Chernova 8 | (22–8)      | Katarzyna Karolina Kozimur 6 | Carsibasi Sports Hall, Trabzon, Törökország Játékvezetők: Kim Astrom, Marielle Astrom (SWE) |
| 2011. július 25. 18:30 | 6× 2×                | Jegyzőkönyv | 8× 1×                        | Carsibasi Sports Hall, Trabzon, Törökország Játékvezetők: Kim Astrom, Marielle Astrom (SWE) |

| 2011. július 12. 16:00 | Svédország        | 28–21       | Lengyelország                                 | Carsibasi Sports Hall, Trabzon, Törökország Játékvezetők: Benjamin Horeschy, Kevin Bösch (AUS) |
| 2011. július 12. 16:00 | Emma Berndtsson 6 | (13–11)     | Patrycja Noga 4, Katarzyna Karolina Kozimur 4 | Carsibasi Sports Hall, Trabzon, Törökország Játékvezetők: Benjamin Horeschy, Kevin Bösch (AUS) |
| 2011. július 12. 16:00 | 5× 2×             | Jegyzőkönyv | 11× 2× 1×                                     | Carsibasi Sports Hall, Trabzon, Törökország Játékvezetők: Benjamin Horeschy, Kevin Bösch (AUS) |

| 2011. július 26. 18:30 | Törökország                                          | 22–38       | Oroszország           | Carsibasi Sports Hall, Trabzon, Törökország Játékvezetők: Pablo Garcia, Alberto Murillo (ESP) |
| 2011. július 26. 18:30 | Ummugulsum Bedel 5 Merve Adiyaman 5 Sibel Karameke 5 | (7–23)      | Nelli Pankovichenko 6 | Carsibasi Sports Hall, Trabzon, Törökország Játékvezetők: Pablo Garcia, Alberto Murillo (ESP) |
| 2011. július 26. 18:30 | 6× 2×                                                | Jegyzőkönyv | 2× 3×                 | Carsibasi Sports Hall, Trabzon, Törökország Játékvezetők: Pablo Garcia, Alberto Murillo (ESP) |

| 2011. július 27. 16:00 | Svédország        | 20–37       | Oroszország       | Carsibasi Sports Hall, Trabzon, Törökország Játékvezetők: Jean Loup Oudin, Cedric Meyer (FRA) |
| 2011. július 27. 16:00 | Miranda Larsson 5 | (7–18)      | Daria Bogdanova 6 | Carsibasi Sports Hall, Trabzon, Törökország Játékvezetők: Jean Loup Oudin, Cedric Meyer (FRA) |
| 2011. július 27. 16:00 | 7× 3×             | Jegyzőkönyv | 4× 2×             | Carsibasi Sports Hall, Trabzon, Törökország Játékvezetők: Jean Loup Oudin, Cedric Meyer (FRA) |

| 2011. július 27. 18:30 | Lengyelország                | 26–23       | Törökország      | Carsibasi Sports Hall, Trabzon, Törökország Játékvezetők: Jacob Hansden, Thomas Nielsen (DEN) |
| 2011. július 27. 18:30 | Katarzyna Karolina Kozimur 5 | (10–11)     | Sibel Karameke 6 | Carsibasi Sports Hall, Trabzon, Törökország Játékvezetők: Jacob Hansden, Thomas Nielsen (DEN) |
| 2011. július 27. 18:30 | 4× 1×                        | Jegyzőkönyv | 3× 3×            | Carsibasi Sports Hall, Trabzon, Törökország Játékvezetők: Jacob Hansden, Thomas Nielsen (DEN) |

## Az 5–8. helyért
| 2011. július 28. 15:55 | Norvégia                                    | 30–27       | Törökország      | Carsibasi Sports Hall, Trabzon, Törökország Játékvezetők: Benjamin Horeschy Kevin Bösch (AUT) |
| 2011. július 28. 15:55 | Vilde Mortensen Ingstad 7 Madeleine Hilby 7 | (14–15)     | Merve Adiyaman 9 | Carsibasi Sports Hall, Trabzon, Törökország Játékvezetők: Benjamin Horeschy Kevin Bösch (AUT) |
| 2011. július 28. 15:55 | 3× 2×                                       | Jegyzőkönyv | 4× 3×            | Carsibasi Sports Hall, Trabzon, Törökország Játékvezetők: Benjamin Horeschy Kevin Bösch (AUT) |

| 2011. július 28. 18:30 | Ausztria            | 21–38       | Lengyelország           | Carsibasi Sports Hall, Trabzon, Törökország Játékvezetők: Pablo Garcia, Alberto Murillo (ESP) |
| 2011. július 28. 18:30 | Johanna Schindler 4 | (9–19)      | Katarzyna Janiszewska 7 | Carsibasi Sports Hall, Trabzon, Törökország Játékvezetők: Pablo Garcia, Alberto Murillo (ESP) |
| 2011. július 28. 18:30 | 3× 3×               | Jegyzőkönyv | 6× 3×                   | Carsibasi Sports Hall, Trabzon, Törökország Játékvezetők: Pablo Garcia, Alberto Murillo (ESP) |

### A 7. helyért
| 2011. július 29. 09:00 | Ausztria           | 26–35       | Törökország      | Carsibasi Sports Hall, Trabzon, Törökország Játékvezetők: Jacob Hansden, Thomas Nielsen (DEN) |
| 2011. július 29. 09:00 | Lisa Kernbichler 7 | (11–20)     | Yasemin Guler 12 | Carsibasi Sports Hall, Trabzon, Törökország Játékvezetők: Jacob Hansden, Thomas Nielsen (DEN) |
| 2011. július 29. 09:00 | 4× 3×              | Jegyzőkönyv | 3× 3×            | Carsibasi Sports Hall, Trabzon, Törökország Játékvezetők: Jacob Hansden, Thomas Nielsen (DEN) |

### Az 5. helyért
| 2011. július 29. 11:30 | Lengyelország   | 31–25       | Norvégia               | Carsibasi Sports Hall, Trabzon, Törökország Játékvezetők: Kim Astrom, Marielle Astrom (SWE) |
| 2011. július 29. 11:30 | Zuzanna Wazna 8 | (15–13)     | Rakel Saeter Heggset 8 | Carsibasi Sports Hall, Trabzon, Törökország Játékvezetők: Kim Astrom, Marielle Astrom (SWE) |
| 2011. július 29. 11:30 | 3× 3×           | Jegyzőkönyv | 5× 2×                  | Carsibasi Sports Hall, Trabzon, Törökország Játékvezetők: Kim Astrom, Marielle Astrom (SWE) |

## Elődöntők
| 2011. július 28. 11:00 | Hollandia        | 22–31       | Svédország         | Carsibasi Sports Hall, Trabzon, Törökország Játékvezetők: Arthur Brunner, Morad Salah (SUI) |
| 2011. július 28. 11:00 | Maxime Struijs 5 | (8–12)      | Kristn Nordstrom 6 | Carsibasi Sports Hall, Trabzon, Törökország Játékvezetők: Arthur Brunner, Morad Salah (SUI) |
| 2011. július 28. 11:00 | 2× 2×            | Jegyzőkönyv | 3×                 | Carsibasi Sports Hall, Trabzon, Törökország Játékvezetők: Arthur Brunner, Morad Salah (SUI) |

| 2011. július 28. 13:30 | Dánia             | 20–38       | Oroszország       | Carsibasi Sports Hall, Trabzon, Törökország Játékvezetők: Kim Astrom, Marielle Astrom (SWE) |
| 2011. július 28. 13:30 | Simone Petersen 6 | (9–19)      | Anna Vyakhireva 7 | Carsibasi Sports Hall, Trabzon, Törökország Játékvezetők: Kim Astrom, Marielle Astrom (SWE) |
| 2011. július 28. 13:30 | 3× 3×             | Jegyzőkönyv | 5× 4×             | Carsibasi Sports Hall, Trabzon, Törökország Játékvezetők: Kim Astrom, Marielle Astrom (SWE) |

## Bronzmérkőzés
| 2011. július 29. 14:00 | Hollandia              | 22–26       | Dánia             | Carsibasi Sports Hall, Trabzon, Törökország Játékvezetők: Sandra Stanojevic, Milica Denic (SRB) |
| 2011. július 29. 14:00 | Charlaine Logtenberg 7 | (11–13)     | Kristina Sommer 6 | Carsibasi Sports Hall, Trabzon, Törökország Játékvezetők: Sandra Stanojevic, Milica Denic (SRB) |
| 2011. július 29. 14:00 | 3× 3×                  | Jegyzőkönyv | 3× 3×             | Carsibasi Sports Hall, Trabzon, Törökország Játékvezetők: Sandra Stanojevic, Milica Denic (SRB) |

## Döntő
| 2011. július 29. 16:00 | Svédország        | 20–38       | Oroszország        | Carsibasi Sports Hall, Trabzon, Törökország Játékvezetők: Jean Loup Oudin, Cedric Meyer (FRA) |
| 2011. július 29. 16:00 | Mikaela Massing 6 | (11–17)     | Daria Bogdanova 11 | Carsibasi Sports Hall, Trabzon, Törökország Játékvezetők: Jean Loup Oudin, Cedric Meyer (FRA) |
| 2011. július 29. 16:00 | 4× 3×             | Jegyzőkönyv | 5× 3×              | Carsibasi Sports Hall, Trabzon, Törökország Játékvezetők: Jean Loup Oudin, Cedric Meyer (FRA) |

## Végeredmény
| Helyezés | Nemzet        | M | Gy | D | V | Rg  | Kg  | Gk  | P  |
| -------- | ------------- | - | -- | - | - | --- | --- | --- | -- |
| Arany    | Oroszország   | 5 | 5  | 0 | 0 | 186 | 103 | +83 | 10 |
| Ezüst    | Svédország    | 5 | 3  | 0 | 2 | 129 | 142 | -13 | 6  |
| Bronz    | Dánia         | 5 | 3  | 0 | 2 | 129 | 128 | +1  | 6  |
| 4.       | Hollandia     | 5 | 3  | 0 | 2 | 134 | 134 | 0   | 6  |
|          |               |   |    |   |   |     |     |     |    |
| 5.       | Lengyelország | 5 | 3  | 0 | 2 | 137 | 132 | +5  | 6  |
| 6.       | Norvégia      | 5 | 2  | 0 | 3 | 133 | 143 | -10 | 4  |
| 7.       | Törökország   | 5 | 1  | 0 | 3 | 131 | 150 | -19 | 2  |
| 8.       | Ausztria      | 5 | 0  | 0 | 5 | 119 | 166 | -47 | 0  |